# SJ Rz
De Rz was een prototype elektrische locomotief van de fabrikant Allmänna Svenska Elektriska Aktiebolaget (ASEA), bestemd voor het personen- en goederenvervoer.

## Geschiedenis
De locomotieven werden in de jaren 80 in aansluiting op de locomotieven van de serie Rc ontwikkeld en gebouwd door Nydqvist & Holm AB (NOHAB). De elektrische installatie werd gebouwd door Allmänna Svenska Elektriska Aktiebolaget.

### Proeven
Tijdens testritten tussen 1989 en 1992 werd de locomotief aan de Zweedse nationale spoorwegonderneming Statens Järnvägar verkocht. Daarna werd de locomotief bij het Zweeds Spoorwegmuseum te Gävle gestald. In het museum was er weinig interesse in de locomotief. In 1999 werd naar Örebro vervoerd en daar opgeslagen.
In 2008/2009 werd de locomotief voor hergebruik van onderdelen aan de Tågåkeriet Bergslagen AB (Tågab) te Kristinehamn verkocht.

## Constructie en techniek
De locomotief heeft een stalen frame. De locomotief staan op twee draaistellen met twee assen met op iedere as een motor. De locomotief werd uitgerust met asynchrone motoren.